# 鹊贼篇
《鹊贼篇》（专辑内页标注名为《鹊贼篇（或薄暮）》（英語：Hail to the Thief, (or, The Gloaming.)）是英国摇滚乐队电台司令的第六张录音室专辑，由乐队长期合作伙伴尼杰尔·歌德里希制作，发行于2003年6月9日。这张专辑也是电台司令与EMI签约期间发行的最后一张专辑。
在之前的专辑《一号复制人》（2000）以及《失忆》（2001）中，电台司令引入了爵士、古典以及电子元素。《鹊賊篇》的配器相对于前两张专辑而言传统摇滚味道更浓，但仍然保留鼓机以及合成器这样的电子元素。为了避免像之前的专辑那样制作周期过长，电台司令没有采用以往的加录方式进行录音，而是使用现场录音。在歌词的字里行间，汤姆·约克表达着对于反恐战争以及西方世界右翼政策的态度。
尽管在发行十周之前发生了严重的网络外泄，《鹊賊篇》仍是在英国空降冠军，并在美国夺得季军，而后在英加两国获得白金认证。从这张专辑中还产生了三首打榜单曲：《在又不在》、《难以安眠》以及《2 + 2 = 5》。这张专辑获得了较为正面的评价，并让电台司令连续第五次获得“格莱美奖最佳另类音乐专辑”提名。

## 背景
在《一号复制人》（2000）以及《失忆》（2001）中，电台司令一改往日吉他主导的摇滚曲风，在音乐中添加了更多电子元素。同时在2000年及2001年的巡演期间，乐队成员学会了如何在现场合用合成器与传统摇滚乐配器。汤姆·约克这样说：“尽管（我们的音乐中）有电子乐的元素，但用到它的同时，（我们在现场表演中）还是会安排自发的元素。那是人与机器之间的张力，也是我们所追求的东西。”同时，他还表示电台司令并不会在下张专辑中做出“大的创新跃进或是宣言”一类的东西。
2002年初《失忆》巡演收尾后，约克向乐队其他成员送去了三首为下张专辑准备的歌曲小样。三首歌的标题分别是The Gloaming、Episcoval及Hold Your Prize。小样中包含着这三首歌的电子乐、钢琴及吉他部分的框架。电台司令在《一号复制人》与《失忆》的中间期录制了《我情愿》（I Will）与《恶狼袭门》（A Wolf at the Door）等几首歌，但对录制结果不是很满意。为了能在2002年7月至8月的西班牙与葡萄牙巡演上表演，乐队花了两个月的时间来排演这几首歌曲。

## 录音制作

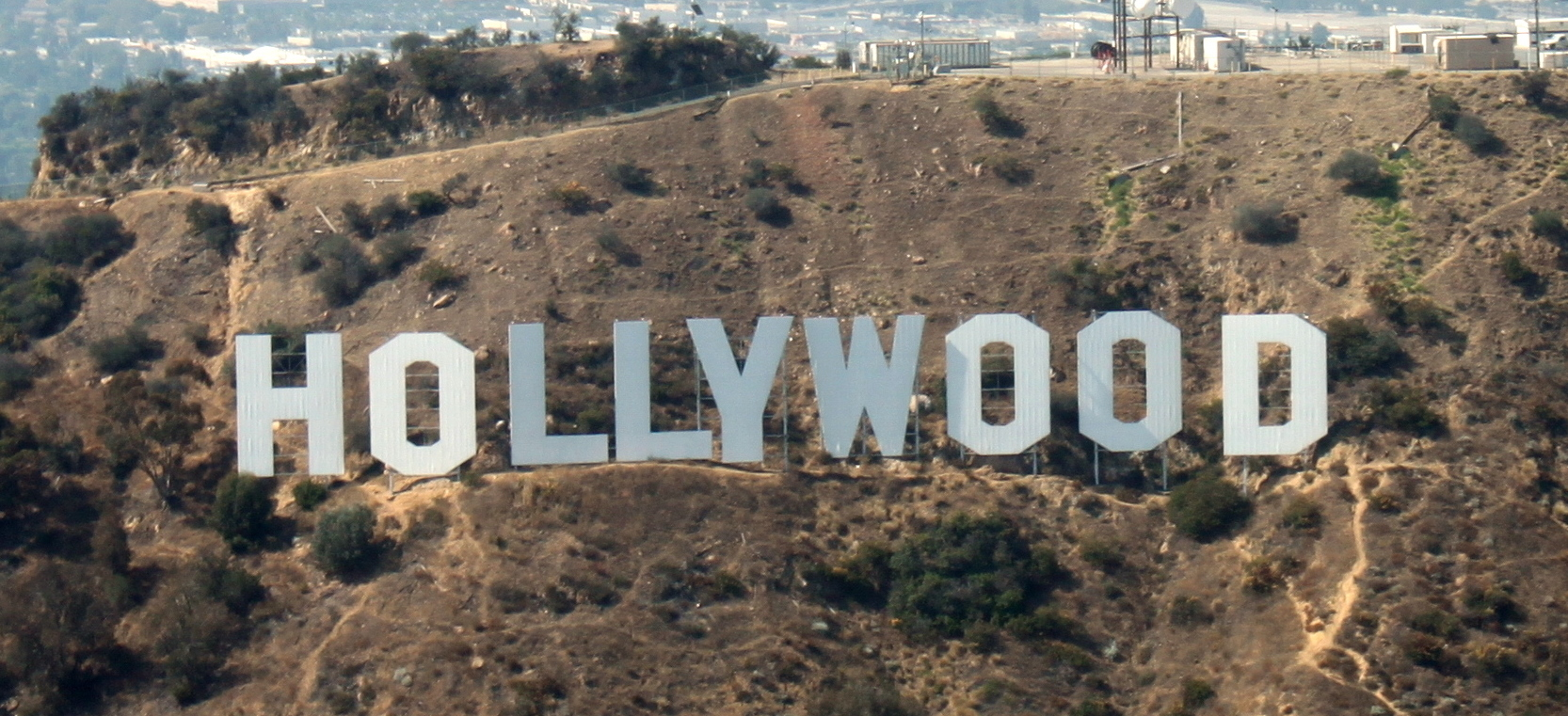
在制作人尼杰尔·歌德里希的建议下，电台司令前往好莱坞，并在那里用了两周的时间完成了《鹊賊篇》的绝大部分录音。那里的文化也影响到了专辑的歌词与插图的创作。

2002年9月，电台司令与制作人尼杰尔·歌德里希及插图师斯坦利·唐伍德移师好莱坞大洋路录音室。歌德里希和唐伍德都是乐队从第二张专辑以来的合作伙伴。这所录音室是歌德里希推荐的，他曾在这里制作过特拉维斯以及贝克的唱片，并认为这里可以让电台司令“调整心境”。约克说：“我们本来想着：‘我们真要飞跃大半个地球去做这事么？’但那儿确实太棒了，我们工作相当得力，一天就能完成一首歌。在那里就像度假一样。”
前两张专辑的录制以及编辑都花了电台司令近一年的时间。鼓手菲利普·塞尔韦说那段时间的工作就像是天天“在录音室里装配音乐”。乐队非常想在下张专辑中去捕捉即时、“鲜活”的声音。约克在接受MTV采访时，这样说：“前两张专辑真是令我们头疼。我们花了许多时间去盯着电脑与图谱，心里想着‘已经够了，改善不了什么了。’这一次我们尽管也用到了电脑（来处理），但是把所有的设备都搬到了录音室。这样就像舞台剧一样，一切围绕着表演。”
其中绝大部分的电子乐都不是后期加录的，而是在录音室中现场录制的。格林伍德使用了音乐编程语言Max来进行取样以及实时协调乐队表演，同时继续使用模组合成器以及自《一号复制人》开始启用的马特诺琴。格林伍德也没有像在之前的专辑中那样使用较多的效果，而是使用较为干净的吉他声，来试试在没有使用效果器时能不能“做出些有趣的东西”。
为了避免像之前那样瞻前顾后、拖泥带水，电台司令选择速战速决。由于没有在录音室中重写的时间，约克只得使用不同以往的方式创作歌词。不过在有些歌里，他还是用了之前在《一号复制人》以及《失忆》中用过的将语句切开并随机重排的技法。格林伍德这样的描述录制过程：“我们实际上都没有时间去我们录了什么。当过完（录音的）那两周时，我们都没听过我们头两天录的东西。我们都不记得录过什么以及哪些部分都是谁完成的。这样做东西有点魔幻。”这种方式确实令乐队没有出现那样较为紧张的局面。奥布莱恩后来在接受《滚石》杂志采访时说《鹊贼篇》可能是头一张让电台司令“在完成时彼此没有杀意”的专辑。
受到了披头士的启发，电台司令在这张专辑中试图去实现歌曲间的无缝衔接。《2 + 2 = 5》在专辑中收录的版本原本只是乐队成员用了两个小时的时间完成的试录录音。而《在与不在》则花了乐队一定的工夫。当他们在牛津郡的录音室完成重录后，约克对于能完成这样一首能令他动容的歌曲感到庆幸，并觉得它可能是乐队的最高杰作。电台司令还曾在《一号复制人》与《失忆》的中间期制作过电子配乐版本的《我情愿》（英語："I Will"，不过由于觉得这种编曲有点像是“发电厂乐团作品蹩脚的仿品”而将其弃置，但他们还是将其中的部分乐思用到了《失忆》中《转盘一般》（英語："Like Spinning Plates"）这首歌中。在《鹊贼篇》这张专辑中，乐队力图去找到“一首好歌的核心要素”而不被制作的细节以及新音效分散精力，最终的编曲也较为简洁。
电台司令在两周的时间里完成了《鹊賊篇》绝大部分的录制工作，剩下的录音以及混音工作则是在回到牛津郡的录音室后于2002年末至2003年初完成的。与在洛杉矶时较为轻松的工作氛围不同，乐队在混音以及安排曲序时产生了矛盾。约克后来这样回忆道：“为了专辑该如何整合以及混音的事情，我们吵了许多次架。制作这张专辑就像撒了泡尿一般，我们头一次这么开心地录音……不过当完成时也就没人感到轻松了。因为这之间有相当长的一段时间，我们需要朝夕面对着半成品。所以当你接触到不同的录音版本时，我们都有长长的（备选）序列。”歌德里希后来表示专辑最终发行时中有大约三分之一的内容使用的是洛杉矶时期较为粗糙的混音。

## 歌词与主题
依约克本人所说，西方社会在乔治·沃克·布什赢得2000年美国总统大选以来所表现出的那种“无知、偏狭、焦灼以及愚蠢”深深影响了《鹊賊篇》的歌词。他在歌词以及插图中用到了有关展开反恐战争议论的话语。但他表示原本并没有用歌曲来宣示政治态度的想法，在《多伦多星报》的专访中，他是这样说的：“我尽力不去写那些政治方面的东西，以及天天伴我左右的那种深切的恐惧。但它就是在那里挥之不去，以致你最后只得放弃，让它出现。”
当时初为人父的约克试图从孩童的视角来解读政治主题。他在歌词中引用了像《小鸡潘妮》这样的童话与民间传说以及他与儿子一起看的儿童文学及电视节目中的一些桥段，其中包括20世纪70年代的连续剧《布袋猫》。在专辑内页中，乐队特意感谢了《布袋猫》的创作者奥利弗·波斯特盖特。在有了孩子后，约克对于世界的时局及其对于下一代的影响更为关心。强尼·格林伍德则觉得约克歌词表达着其内心的困惑以及遁世感。
约克也引用了《神曲》的地狱篇中的部分桥段。《2 + 2 = 5》、《坐下。起立》（英語："Sit Down. Stand Up"）以及《驶向月球》（英語："Sail to the Moon"）则蕴含着基督教对于善与恶以及天堂与地狱的解释。这在电台司令的歌曲中尚属首次。:182还有些则参考了科幻小说与恐怖小说，比如《恶狼袭门》（英語："A Wolf at the Door"）中的狼、《我们吸吮年轻人的血》（英語："We Suck Young Blood"）中的毒蛇，《2 + 2 = 5》中对于《一九八四》的引用以及《难以入眠》（英語："Go to Sleep"）中引用的《格列佛游记》中的巨人:237。
约克本人曾在多个场合中表示他在用《鹊賊篇》去表达“对于未来总体上的恐惧——形势正在变得十分危急，而人却又无能为力，因为事物的流变已经不可控制。挫折、无力感、愤怒、令人受制的人群内部的巨大鸿沟、鼓动着民众为其投票的人以及在愤怒与厌倦之间的挣扎都让你想要早早投降。”

### 标题与副标题

“向盗贼致敬”（"hail to the thief"）是小布什反对者针对2000年美国总统大选中存在争议的佛罗里达州选举结果提出的口号。

专辑内页中给出的专辑全名为《鹊贼篇（或薄暮）》（英語：Hail to the Thief (Or, The Gloaming).）。专辑中的每首歌也都有副标题。这是乐队从维多利亚时代音乐厅的节目单中得到的创意。专辑的命名曾让乐队犯难，他们曾想将标题定为《薄暮》（英語：The Gloaming），不过由于太过“诗意”而“伤感”，因而只是将其作为专辑的副标题。乐队还考虑过其他标题。其中的一些后来变为专辑中歌曲的副标题，比如《被擦除的小人》（英語：Little Man Being Erased）、《瘦骨嶙峋的无地之王》以及《恶蛇与梯子》（英語：Snakes and Ladders）就分别成为《难以入眠》（英語："Go To Sleep"）、《在又不在》（英語："There There"）以及《坐下。起立》（英語："Sit Down. Stand Up"）的副标题。
专辑的原文名“Hail to the Thief”是小布什反对者针对2000年美国总统大选中存在争议的佛罗里达州选举结果提出的口号，戏仿自美国总统颂歌《向统帅致敬》(英語：Hail to the Chief):70。约克后来将听说这个短语的时间形容为专辑的“成型时刻”。电台司令最终选定这个题目，一部分是为了“揭示这样一个血淋淋的现实……即这个地球上最强大国家现在是由窃取选举结果的人来运作”，另一方面他们也是想借此去回应当时社会中“兴起的双想、偏狹与疯狂以及个体完全脱离的情势所控以致表现出非人性一面的感受。”标题还暗讽了专辑完成前发生的外泄。科林·格林伍德觉得该事件“使精心制作的音乐作品的精神发生了裂解”。约克曾担心这个标题只会被人解读为对于美国大选的讽刺，但乐队其他成员却觉得它可以总结“那个时代所有的荒誕不經与亢进悦动”。

## 封面及插图
《鹊賊篇》的封面及插图都是由斯坦利·唐伍德绘制的。他是电台司令的老伙伴，乐队自《善变》以来所有作品的插图都是由他创作的。专辑的封面图题为“太平洋畔”（英語："Pacific Coast"），是一张好莱坞的街道图。各个建筑位置上的则是洛杉矶街边的广告语。唐伍德这样说：“广告本身就是要去抓住人们的视线的，并且从多种角度而言，它们也都很美。但其中仍然隐含着驱使人去买东西这样多少令人不安的因素。我喜欢将这些街边广告中的元素从其所处的环境中抽离出来，因为这样可以去除其中的命令式的意味，令其回归到宣传的本质。”其中还有一些由约克提供的短语。它们来自有关反恐战争的论争。其中的一个，“火烧女巫”（英語："burn the witch"），成为了电台司令后来的一首歌的名字。这首歌在《鹊賊篇》时期即已开始创作，不过直到制作第九张专辑《月形池》（2016）时才完成。
比起电台司令之前的那些色调较为柔和的专辑封面，唐伍德觉得这张封面中更为明快、“讨好眼球”的色调有着不祥之兆的意味，“因为我在其中用到的所有颜色都是来自石油化工产品……没有一个来自天然颜料。它们本质上都是来自那种黑色的油泥。我们构建了这样一个具有异乎寻常的活力的社会，但我们迟早要去收拾由此埋下的隐患。”评论家艾米·布里顿认为这张封面是在暗讽小布什政府为解决以巴冲突而提出的“和平路线图”计划:329。约瑟夫·泰特则认为封面图与让·杜布菲的画作有异曲同工之妙。他觉得封面图是从视觉上描绘着资本主义社会的“同质化与高度编制化”，“那种令人感到压抑的千篇一律的色调与风格则是在映射全球化正在削平差异”:179。专辑中的其他插图描绘的则是纽约、伦敦、格罗兹尼以及巴格达等城市:178。专辑早期发行的版本还包括封面路线图的折叠插页。

## 编曲
相较于前两张专辑而言，《鹊賊篇》配器上数字处理相对较少而传统摇滚味道较浓，约克的歌声也重回到音乐的前台。其中的一些歌曲，比如《2 + 2 = 5》、《坐下。起立》以及《在又不在》用到了乐队用过的类似小妖精乐队的那种，由弱渐强地构造音乐张力的手法。
约克尽管觉得《鹊贼篇》的原声色彩非常浓郁，但并不认为它是一张彻底的传统摇滚专辑。这张专辑仍然保留了合成器、鼓机以及取样器这样的电子元素，强尼·格林伍德以及约克也在专辑中用到了计算机合成，而其中的一些歌曲，像是《后退》（英語："Backdrifts"）和《薄暮》（英語："The Gloaming"），更是以电子伴奏为主。Spin杂志的评论人威尔·赫尔梅斯觉得《鹊賊篇》是“冷冰冰的音序器与琴弦与琴键上有血有肉的手指间的拉锯战”。尽管专辑的主题较为黑暗，电台司令仍是认为《鹊贼篇》是一张“光闪耀人的流行专辑，清净又温暖”。奥布莱恩觉得专辑收录了新的“昂扬向上”的音效，“歌曲中有空间、阳光以及能量”。
专辑开篇歌曲《2 + 2 = 5 （温吞水）》（英語：-{{{#parsoid\0fragment:8}}}-）是一首摇滚风格的歌曲。它在专辑一开始即将其推向一个高潮。《坐下。起立（恶蛇与梯子）》（英語："Sit Down. Stand Up (Snakes and Ladders)"）是一首电子风格的歌曲，其中可以看到查尔斯·明格斯的影子。《驶向月球（将蛛网扫出天际）》（英語："Sail to the Moon (Brush the Cobwebs Out of the Sky)"）是一首有点像是摇篮曲、节拍又在时时变化的歌谣。其中引用了诺亚方舟的故事。约克在仅仅5分钟的时间里就写完了这首献给幼子诺亚的歌:183。
《后退（蜜月告结）》（英語："Backdrifts (Honeymoon is Over)"）是一首有关“周遭一切都在倒车”的电子风格的歌。《难以入眠（被擦除的小人）》 （英語："Go to Sleep (Little Man being Erased)"）是以一段后来被科林·格林伍德形容为“1960年代英国民谣那样”的由原声吉他演奏的固定低音开头。《吾之终结，汝之开始（天正崩塌）》（英語："Where I End and You Begin (The Sky is Falling In)"）是一首摇滚风格的歌曲。其中有马特诺琴构造的“音墙”，节奏部分则有新秩序乐队的风格。依约克所说，《我们吸吮年轻人的血》（英語："We Suck Young Blood (Your Time is Up)"）是一首“奴隶船调”。其中布满爵士风格的“像噩梦一般”较为自由的休止以及“僵尸一般”的掌声伴奏。 这首节奏较为病态的歌讽刺了好莱坞的文化及其“想要永葆青春并持续剥削人、吸吮他们的精力的欲望”。

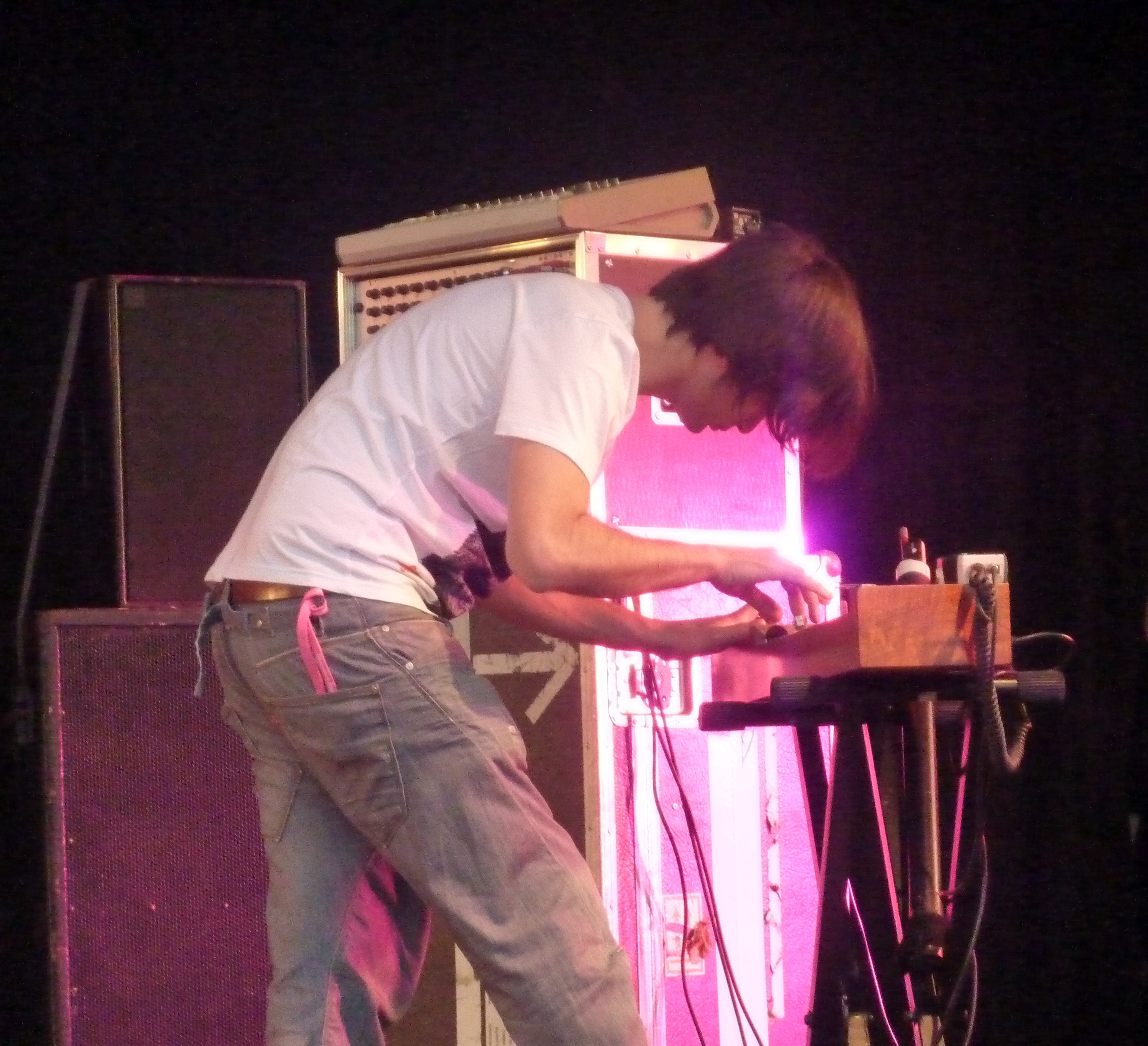
在专辑的一些歌曲中，强尼·格林伍德用到了一种早期电子乐器，马特诺琴。

《薄暮（在寒风中轻轻张口）》（英語："The Gloaming (Softly Open our Mouths in the Cold)")是一首电子风格的歌曲，其中有强尼·格林伍德通过循环录音带制造的“机械的节奏”。格林伍德觉得它是一首“较为老派的电子乐：没有电脑合成，只用到了模组合成器、磁带机以及塑料胶带”。约克觉得这首歌是“这张唱片中特色最为鲜明的抗议歌曲……我真心觉得它（是一首）有关法西斯主义的兴起，以及日渐高涨的偏狭、偏执、恐慌及一切让民众情绪低落的东西（的歌）。”《在又不在（瘦骨嶙峋的无地之王）》（英語："There There (The Boney King of Nowhere)"）是一首吉他主导的摇滚歌曲。其中层级推进的鼓声将专辑又一次推向高潮。这首歌受到了德式摇滚乐队罐头、Siouxsie and the Banshees以及小妖精乐队的影响。
《我情愿（无人之地）》（英語："I Will (No Man's Land)"）被约克形容为其写过的“最为愤怒的一首歌”。其歌词是在一则有关第一次波斯湾战争中被摧毁的一座里面有孩子以及家庭的防空洞的新闻的启发下写出来的。《嬉闹婚礼（不不不不不不不）》（英語："A Punchup at a Wedding (No No No No No No No No)"）是一首放克风格的歌曲。约克在其中表达着面对着混乱的世界的无助感：“就像是婚礼上发生了斗殴事件，谁也不知道发生着什么，就是在那里闹着。”《黏液瘤变症（法官、陪审团和刽子手）》（英語："Myxomatosis (Judge, Jury & Executioner)"）是一首基于过载低音的歌曲。电台司令试图在其中重现新浪潮音乐中的那种“令人恐惧的”失谐的键盘音效。
强尼·格林伍德觉得《糊涂虫（死如落叶）》（英語："Scatterbrain (As Dead as Leaves)"）“非常简洁，并且相当美丽。不过其中的部分音乐中的一些东西，以及一些和弦，对于我而言可能永远都不能细探究竟。”NME杂志觉得专辑的收尾曲《恶狼袭门（物质女孩。布洋娃娃。）》（英語："A Wolf at the Door (It Girl. Rag Doll.)"）是“一首漂亮的歌。（歌手）在前台进行着恐怖的独白。”格林伍德觉得这首歌的歌词可比格林童话。依约克所说，把这首歌放在最后意在“把你叫醒……一切都是场噩梦。现在你需要从中走出然后喝杯水。”

## 宣传发行
乐评人亞歷克西斯·彼得里迪斯认为《鹊贼篇》的宣传活动“依照（电台司令）的标准而言……可以称作是一场闪电战”。2003年，模仿招聘广告的宣传海报开始在洛杉矶和伦敦的街头出现。海报中有取自《我们吸吮年轻人的血》歌词的口号，还有一个暗含着“to thief”（致盗贼）的电话号码。当拨通这个号码时，拨打者会听到“《鹊賊篇》客服中心”的欢迎录音。五月，一架拉着《鹊贼篇》横幅的飞机从科切拉音乐节的现场上空飞过。
约克曾邀请《布袋猫》的作者奥利弗·波斯特盖特为专辑首单《在又不在》创作MV。当时已经退休的波斯特盖特婉拒了邀请。克里斯·霍普韦尔后来为这首歌制作了一部定格动画风格的MV。2003年5月20日，MV在纽约时代广场的大屏幕上首播。当天，该MV也在MTV2频道上每小时播放一次。6月，电台司令重启了他们的官方网站。他们在那里放了一些有关大众传媒文化以及不夜城的数字动画。乐队还在那个月开起了radiohead.tv。他们会在那里定时以流媒体形式放出短片、MV以及来自录音室的网络直播。错过播出时间的浏览者会看到伴以20世纪70年代风格的间奏曲的检验图。约克后来在访谈中表示乐队曾打算自己开设电视频道进行宣传，不过由于预算问题以及担心播出的内容太过古怪“吓到小孩子、工作人员以及投资者”，乐队只得取消了该计划。所准备播放的影音材料后来于2004年在DVD《史上最能撒谎之口》中放出。
2003年6月9日，《鹊賊篇》正式发行。部分地区的CD做了防拷贝处理。这造成了部分CD播放器不能正常播放专辑。比利时的消费者社团Test-Achats就曾接到有关该问题的投诉。唱片公司后又于2004年4月发行了集合该专辑单曲B面曲、重混以及现场录音的合集《录音集锦（二加二等于五）》(英語：COM LAG (2plus2isfive)）。

### 网络外泄
2003年3月30日，在《鹊賊篇》正式发行十周之前，一份包含未完成的音轨在内的原始版本的专辑数据开始在线上传播。强尼·格林伍德虽然没有指责下载者，但对于未完成的作品就这样外泄仍是感到不满，并称其是“偷盗行为”。科林·格林伍德则形容这次外泄“就像是早晨刚起床只穿着一只袜子时被偷拍一样”，不过他对于EMI向电台以及乐迷网站发出停止播放外泄内容的要求表示遗憾。他这样说：“那些唱片公司平常不都是要花几千块钱来让电台来播他们的唱片么？现在轮到他们掏钱让这些电台别再播它们了。”
EMI方面并不打算提前发售来应对外泄。EMI负责新媒体方面的副总裁泰德·米柯这样说：“外泄确实让我们在（临近发售）的十周里时时面对着压力。但我们仍然相信（想买的）人还是会来买这张专辑的。”这次外泄事件对于电台司令下张专辑《在彩虹中》的发售方式产生了影响。乐队决定在给定的“外泄日期”自行发行专辑，价格则由买家来决定。

## 评价及影响
| 綜合得分             | 綜合得分 |
| 來源                 | 評分     |
| -------------------- | -------- |
|                      | 85/100   |
| 評論得分             |          |
| 來源                 | 評分     |
| AllMusic             | [ 61 ]   |
| Entertainment Weekly | A−       |
| The Guardian         | [ 49 ]   |
| Los Angeles Times    | [ 63 ]   |
| NME                  | 7/10     |
| Pitchfork Media      | 9.3/10   |
| Q                    | [ 65 ]   |
| Rolling Stone        | [ 66 ]   |
| Spin                 | A        |
| Uncut                | [ 67 ]   |

### 商业成绩
《鹊賊篇》曾夺得英国专辑榜冠军并在榜14周。在美国，这张专辑入榜时位列季军，首周售出约300,000张，为电台司令所有专辑中最高。截至2008年， 这张专辑在美国的销量突破一百万张。同时，这张专辑在英加两国获得白金认证，并在美国、澳大利亚以及法国获得金唱片认证。

### 乐评界
综合评论网站Metacritic为《鹊賊篇》给出了85分（满分100），并称其是一张“博得满堂彩”的专辑。尼尔·麦考密克在给《每日电讯报》的专稿中写道，《鹊賊篇》是“电台司令马力全开之作”，也是“这群主流音乐人在其所在的高度上所能贡献的一张主流专辑”。AllMusic的安迪·凯尔曼认为电台司令在踏入其音乐生涯的第二个十年时仍充满充沛的精力。Pitchfork的克里斯·奥特则觉得电台司令在这张专辑中“仍在延续着将流行乐塑造为无边无界的介质的工作。这可能也是流行乐本应担当的角色。”他还把这张专辑视为“新音乐的最佳代表”。在刊载在《纽约》杂志中的文章中，伊桑·布朗这样写道：“（《鹊贼篇》）并不是一张诉说政治异见的专辑，正因如此其音乐性是如此之好。一如电台司令往日的《一号复制人》这样的杰作，其间焦躁不安而又光怪陆离的音乐只是将政治设为其背景。”
不过NME杂志的詹姆斯·奥尔德姆则认为《鹊贼篇》“虽是一张佳作，但仍谈不上伟大”。他觉得专辑中的“一系列高光时刻因为平淡无奇的电子编曲而失去了光彩”。《卫报》的亚历克西斯·彼得里迪斯这样写道：“（虽然）《鹊賊篇》谈不上差，但它既没有令人耳目一新，其中也没有之前那些奠定电台司令世界级乐队地位而又传唱不息般的歌曲。”The Village Voice杂志的罗伯特·克里斯戈则认为《鹊賊篇》中的旋律以及吉他部分并不像《OK电脑》中的那样或是“如泣如诉”，或是“明晰癫狂”，不过更为行云流水，而后又为其授予一星“佳作奖”。在滚石杂志2010年评出的00年代百佳专辑中，《鹊贼篇》位列第89名。杂志中这样写道：“（专辑中）满溢着的炫目的创意足以令这张专辑称为一次胜利。”
《鹊贼篇》是电台司令连续第五张获得“格莱美奖最佳另类音乐专辑”提名的专辑。制作人尼杰尔·歌德里希与工程师达雷尔·索普最终凭借这张专辑获得了2004年度的“格莱美奖最佳非古典专辑策划”.

### 成员评价
电台司令自己对于《鹊贼篇》这张专辑并不太满意。在Spin杂志2006年的专访中，约克说道：“我也许会对曲目做调整。我觉得我们在把它们整合到一起时，有点思维过载……我们当时想要快点完成（这张专辑），现在看来其中的歌曲（因此）受害。”2008年，奥布莱恩对Mojo杂志表示他觉得乐队应该把专辑的曲目裁到十首，现在的长度多少会令一些听者望而却步。在同篇访谈中，科林·格林伍德说道，他认为专辑中的一些歌仍是半成品，而整张专辑当时可能需要放置一段时间。2013年，制作人歌德里希对NME杂志这样说道：“我觉得（专辑中）确实有些伟大的时刻——但歌还是太多了。伙计们现在多少都会同意这一点，但当时专辑就是那样完成了……整体而言，我觉得专辑因为未经细琢而具有一定的魅力。但它可能是所有专辑中我个人好感度最低的一张……它并没有自己的走向。它就是像是前作的同源产物一样。也许那就是它力量所在。”

## 再版发行
| 評論得分        | 評論得分 |
| 來源            | 評分     |
| --------------- | -------- |
| 《影音俱乐部》  | A-       |
| Pitchfork Media | 8.6/10   |

2007年，在续约失败后，电台司令离开了EMI。不过，EMI仍然保有电台司令之前发行的所有作品的版权。在黑胶绝版一段时间后，2008年8月19日，作为《自国会录音室》（英語："From the Capitol Vaults"）再版计划中的一部分，EMI发行了《鹊贼篇》的双LP。同期再版的还有《一号复制人》、《失忆》以及《OK电脑》等专辑。2009年8月31日，EMI又发行了《鹊贼篇》的珍藏版（包含2张CD）及特别珍藏版（包含2张CD与1张DVD）。其中第1张CD是原始专辑，第2张CD则是其中单曲的B面曲以及曾在《錄音集錦（二加二等於五）》 中发行过的现场录音，DVD中的则是音乐录影以及电视节目中的现场表演录影。电台司令并没有参与专辑再版相关事务，录音也没有经过任何新的处理。
乐评媒体Pitchfork称珍藏版是《鹊贼篇》的最佳再版版本并特别赞誉了附加的B面曲中的Gagging Order这首歌。《影音俱乐部》则称附加的内容“非常值得一听，其中的现场录音尤为如此”。

## 收录曲目
以下内容整理自专辑内页：
| 曲序     | 曲目                                                   | 时长  |
| -------- | ------------------------------------------------------ | ----- |
| 1.       | 2 + 2 = 5（The Lukewarm.）                             | 3:19  |
| 2.       | Sit down. Stand up.（Snakes & Ladders.）               | 4:19  |
| 3.       | Sail to the Moon.（Brush the Cobwebs out of the Sky.） | 4:18  |
| 4.       | Backdrifts.（Honeymoon is Over.）                      | 5:22  |
| 5.       | Go to Sleep.（Little Man being Erased.）               | 3:21  |
| 6.       | Where I End and You Begin.（The Sky is Falling in.）   | 4:29  |
| 7.       | We suck Young Blood.（Your Time is up.）               | 4:56  |
| 8.       | The Gloaming.（Softly Open our Mouths in the Cold.）   | 3:32  |
| 9.       | There there.（The Boney King of Nowhere.）             | 5:25  |
| 10.      | I will.（No man's Land.）                              | 1:59  |
| 11.      | A Punchup at a Wedding.（No no no no no no no no.）    | 4:57  |
| 12.      | Myxomatosis.（Judge, Jury & Executioner.）             | 3:52  |
| 13.      | Scatterbrain.（As Dead as Leaves.）                    | 3:21  |
| 14.      | A Wolf at the Door.（It Girl. Rag Doll.）              | 3:21  |
| 总时长： | 总时长：                                               | 56:35 |

| 珍藏版/特别珍藏版附加曲目 | 珍藏版/特别珍藏版附加曲目                                           | 珍藏版/特别珍藏版附加曲目 |
| 曲序                      | 曲目                                                                | 时长                      |
| ------------------------- | ------------------------------------------------------------------- | ------------------------- |
| 1.                        | Paperbag Writer                                                     | 3:58                      |
| 2.                        | Where Bluebirds Fly                                                 | 4:31                      |
| 3.                        | I Am Citizen Insane                                                 | 3:33                      |
| 4.                        | Fog (Again)（Live）                                                 | 2:18                      |
| 5.                        | Gagging Order                                                       | 3:36                      |
| 6.                        | I Am a Wicked Child                                                 | 3:06                      |
| 7.                        | Remyxomatosis（Cristian Vogel RMX）                                 | 5:10                      |
| 8.                        | There There（First Demo）                                           | 7:45                      |
| 9.                        | Skttrbrain（Four Tet Remix）                                        | 4:25                      |
| 10.                       | I Will（Leaked Version）                                            | 2:23                      |
| 11.                       | Sail to the Moon（BBC Radio 1's Jo Whiley's Live Lounge, 28/05/03） | 4:11                      |
| 12.                       | 2 + 2 = 5（Live at Earls Court, London, England, 26/11/03）         | 3:35                      |
| 13.                       | Go to Sleep（Zane Lowe, 08/12/03）                                  | 3:32                      |

| 特别珍藏版DVD | 特别珍藏版DVD                                                              |
| 曲序          | 曲目                                                                       |
| ------------- | -------------------------------------------------------------------------- |
| 1.            | There There                                                                |
| 2.            | Go to Sleep                                                                |
| 3.            | 2 + 2 = 5                                                                  |
| 4.            | Sit Down. Stand Up                                                         |
| 5.            | 2 + 2 = 5（Live at Belfort Festival）                                      |
| 6.            | There There（Live on Later... with Jools Holland, 27/05/03）               |
| 7.            | Go to Sleep（Live on Later... with Jools Holland, 27/05/03）               |
| 8.            | 2 + 2 = 5（Live on Later... with Jools Holland, 27/05/03）                 |
| 9.            | Where I End and You Begin（Live on Later... with Jools Holland, 27/05/03） |

## 主创团队
以下信息整理自专辑内页：
| 电台司令 - 科林·格林伍德：贝司、弦乐合成及采样 - 强尼·格林伍德：吉他、键盘、模拟系统、馬特諾琴、钟琴、儿童钢琴及计算机合成 - 埃德·奥布莱恩：吉他、效果及和声 - 菲利普·塞尔韦：鼓等打击乐器 - 汤姆·约克：主唱、吉他、钢琴及计算机合成 | 制作人员 - 尼杰尔·歌德里希：制作人、录音师、混音及剪辑 - 达雷尔·索普（Darrell Thorp）：工程师、母带备份及编录 - 格雷姆·斯图尔特（Graeme Stewart）：筹备期间工程师，The Gloaming中的循环音效制作 - 斯坦利·唐伍德：插图及包装设计 |

## 榜单成绩及销量认证
| 榜单             | 最高排名 |
| ---------------- | -------- |
| 英国专辑榜       | 1        |
| 法国专辑榜       | 1        |
| 澳大利亚专辑榜   | 2        |
| 芬兰专辑榜       | 2        |
| 挪威专辑榜       | 2        |
| 葡萄牙专辑榜     | 2        |
| 德国专辑榜       | 3        |
| 新西兰专辑榜     | 3        |
| 瑞士专辑榜       | 3        |
| 美国公告牌专辑榜 | 3        |
| 荷兰专辑榜       | 4        |
| 奥地利Ö3专辑榜   | 6        |
| 波兰专辑榜       | 6        |
| 瑞典专辑榜       | 6        |

| 国家     | 认证     |
| -------- | -------- |
| 英国     | 白金唱片 |
| 澳大利亚 | 金唱片   |
| 加拿大   | 白金唱片 |
| 法国     | 金唱片   |
| 美国     | 金唱片   |

### 单曲成绩
| 单曲          | 最高排名 | 最高排名 | 最高排名 |
| 单曲          | 美       | 英       | 加       |
| ------------- | -------- | -------- | -------- |
| 《在又不在》  | 14       | 4        | 1        |
| 《难以入眠》  | 32       | 12       | 2        |
| 《2 + 2 = 5》 | 17       | 15       | —        |

“—”表示单曲未在该国打榜